# Saint-Contest
Saint-Contest é uma comuna francesa na região administrativa da Normandia, no departamento Calvados. Estende-se por uma área de 8,07 km². Em 2010 a comuna tinha 2 567 habitantes (densidade: 318,1 hab./km²).